# Marek Rutkiewicz
Marek Rutkiewicz (* 8. Mai 1981 in Olsztyn) ist ein ehemaliger polnischer Radrennfahrer.

## Sportlicher Werdegang
Marek Rutkiewicz begann seine Karriere 2001 bei dem französischen Radsportteam Cofidis. Seine erste gute Platzierung erreichte er bei der Polen-Rundfahrt 2002, wo er Gesamtdritter wurde. Auch im nächsten und übernächsten Jahr schaffte er es wieder unter die besten Fünf. Außerdem wurde er Zweiter beim GP de Wallonie.
Aus Anlass der Cofidis-Affäre kam es Anfang 2004 zu einer Hausdurchsuchung bei Rutkiewicz. Als er von einer Reise aus Warschau nach Paris zurückkehrte, wurden bei ihm verbotene Substanzen gefunden. Im November 2006 wurde in Nanterre gegen ihn und andere Fahrer, einen Sportlichen Leiter und einen Apotheker wegen Einfuhr, Transport, Erwerb, Überlassung und Weitergabe von Dopingmitteln sowie wegen Anstiftung zum Konsum von Dopingmitteln oder maskierender Substanzen Anklage erhoben. Nach fünf Gerichtstagen, am 19. Januar 2007, wurden die Urteile gesprochen. Rutkiewicz wurde zu einer Freiheitsstrafe von sechs Monaten auf Bewährung verurteilt. Sportlich wurde er nicht gesperrt, da ihm kein Gebrauch von Dopingmitteln nachgewiesen wurde.
Bereits während der laufenden Ermittlungen bei Cofidis löste Rutkiewicz den Vertrag auf und wechselte zur Saison 2004 zur polnischen Mannschaft Action-ATI. Auch in den Folgejahren bis zu seinem Karriereende war er nur noch für verschiedene polnische Teams tätig. Seine Erfolge erzielte er in den UCI Continental Circuits, vorrangig bei Rennen in seiner Heimat Polen. Neben mehreren Etappensiegen gewann er mehrfach die Gesamtwertung kleinerer Rundfahrten, in seiner erfolgreichsten Saison 2012 die der CCC Tour, der Tour of Małopolska und des Circuit des Ardennes. In den Jahren 2010 bis 2012 wurde er jeweils polnischer Bergmeister. 2017 konnte er noch einmal vier Siege seinem Palmarès hinzufügen.
Nach der Saison 2020 beendete er seine aktive Karriere als Radrennfahrer.

## Familie
2014 heiratete Rutkiewicz die polnische Mountainbikerin Anna Szafraniec, mit der er seit der Juniorenzeit liiert war. 2015 wurde der gemeinsame Sohn geboren.

## Erfolge
2004
- eine Etappe Polen-Rundfahrt

2008
- eine Etappe Tour of Qinghai Lake
- eine Etappe Tour of Małopolska

2010
- Gesamtwertung und eine Etappe Szlakiem Grodów Piastowskich
- Polnischer Meister – Berg
- Puchar Uzdrowisk Karpackich

2011
- eine Etappe Szlakiem Grodów Piastowskich
- eine Etappe Tour of Małopolska
- Polnischer Meister – Berg

2012
- Gesamtwertung Circuit des Ardennes
- Gesamtwertung und eine Etappe Szlakiem Grodòw Piastowskich
- Gesamtwertung und eine Etappe Tour of Małopolska
- Polnischer Meister – Berg

2016
- Visegrad 4 Race – GP Czech Republic
- eine Etappe und Bergwertung Tour of Małopolska

2017
- Gesamtwertung, eine Etappe und Punktewertung CCC Tour-Grody Piastowskie
- Gesamtwertung Bałtyk-Karkonosze Tour
- Bergwertung Szlakiem Walk Majora Hubala
- Szlakiem Wielkich Jezior

2019
- Bergwertung CCC Tour-Grody Piastowskie